# Josep Pujol i Coll
Josep Pujol i Coll (Vilobí d’Onyar, 1964) és musicòleg, escriptor i professor a l’ESMUC des del 2001, on exerceix de secretari acadèmic. Llicenciat en Història de l’Art per la UAB, ha centrat la seva recerca en el barroc, el noucentisme i la relació entre música i text. Coordina la col·lecció Mestres Gironins i ha publicat narracions, una novel·la i articles periodístics. És membre del Consell de les Arts i de la Cultura de Girona i de l’Associació Galligants.